# Czasowienskoje (obwód archangielski)
Czasowienskoje (ros. Часовенское) – wieś (dieriewnia) w Rosji, w obwodzie archangielskim, w rejonie primorskim. W 2021 liczyła 321 mieszkańców.